# Новонорвежская Википедия
Новонорве́жская Википе́дия (Википе́дия на ню́норске, нюнорск Nynorsk Wikipedia) — языковой раздел Википедии на новонорвежском языке, также именуемом нюнорск или нюношк. Кроме того, раздел содержит статьи на хёгнорске (искусственная норма норвежского языка, близкая к нюнорску).

## История
Норвежская Википедия была запущена 29 ноября 2001 года, и изначально не было точных правил, определяющих написание статей на определённом диалекте. Развитие раздела привело к тому что было решено запустить отдельный раздел на нюнорске, что и произошло 31 июля 2004 года.
7 августа 2005 года была написана 10 000-я статья (Edvard Langset).
В апреле 2007 года организация Noregs Mållag, занимающаяся продвижением новонорвежского языка, выделила 50 000 норвежских крон администратору и бюрократу раздела Ranveig Mossige Thattai на развитие Новонорвежского раздела.
11 августа 2007 года число статей превысило 25 000 (юбилейной стала Fallots tetrade). Число зарегистрированных участников к тому времени достигло почти 3000.
13 февраля 2008 года число статей превысило 30 000, при том что в разделе на букмоле 30 января того же года была создана 150 000-я статья. Число зарегистрированных участников Новонорвежской Википедии к тому времени достигло 3377.
Участники Новонорвежской википедии использовали Apertium, для осуществления машинного перевода между Нюнорском и Бокмолом, а также сотрудничают с разделами Википедии на других континентальных скандинавских языках в рамках мета-проекта Skanwiki.

## Современное состояние
Кроме статей собственно на новонорвежском языке, раздел содержит статьи, написанные на хёгнорске. Они содержат префикс hn/ и помещены в категорию Høgnorske flokkar или её подкатегории, которые также содержат префикс hn/. Так например статья о хёгнорске существует в двух вариантах: Høgnorsk и Hn/Høgnorsk
По состоянию на 1:47 (UTC) 18 июля 2025 года раздел содержит 175 072 статьи, занимая по этому параметру 61-е место среди всех языковых разделов.
В разделе зарегистрировано 144 277 участников, 14 из них имеют статус администратора; 132 участника совершили какие-либо действия за последние 30 дней; общее число правок за время существования раздела составляет 3 605 263.